# Dardania (Gjilan)

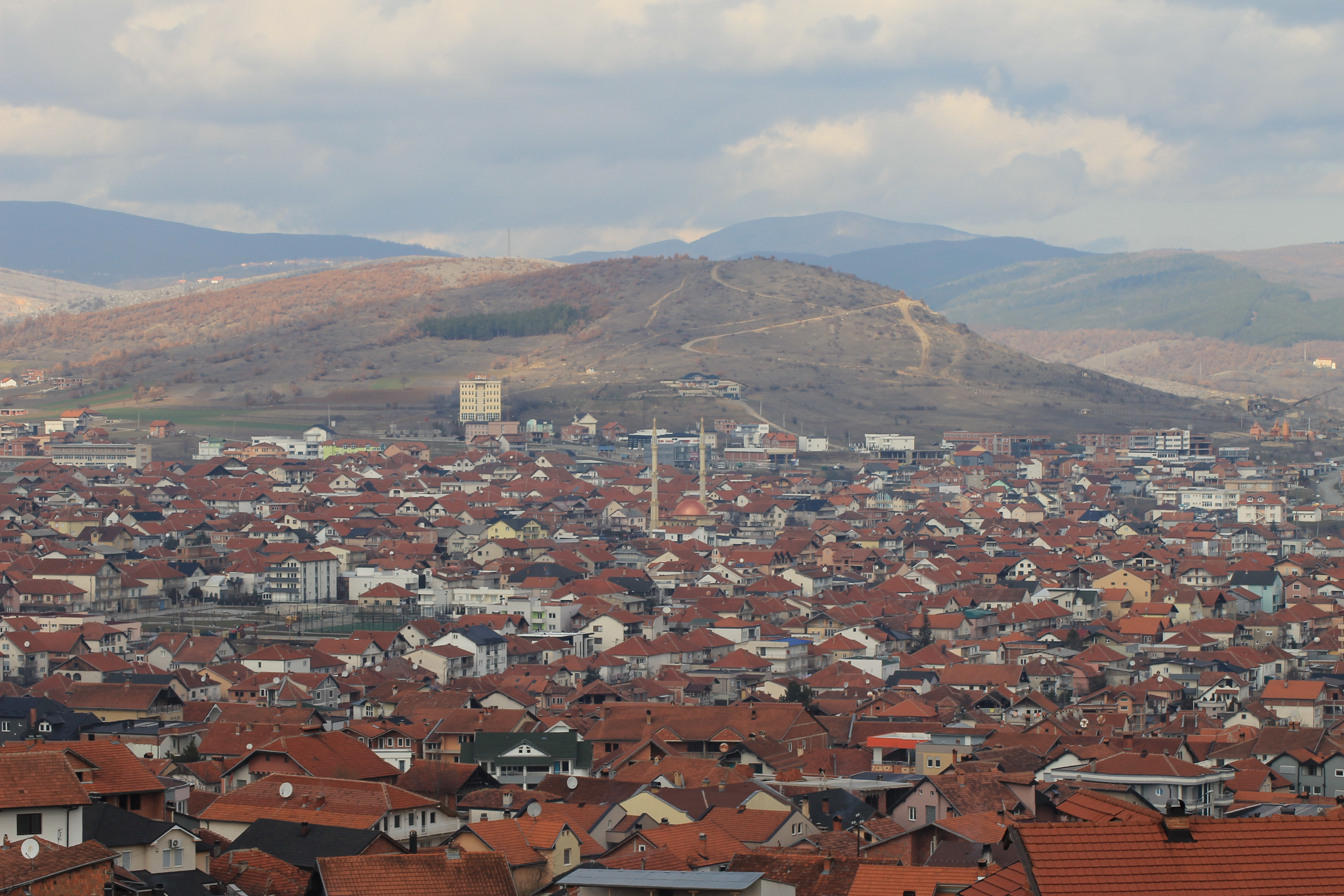

Dardania (früher Gavran) ist ein Stadtteil von Gjilan im Kosovo. Er wurde in den 1970er Jahren auf einer fruchtbaren Landfläche nordwestlich der Stadt angelegt. 
Einigen Autoren zufolge wurden auf der Fläche von Gavran (Dardani) die Ruinen der alten Siedlung entdeckt, von der man jedoch
annimmt, dass sie während der Erzgewinnung in Gjilan ein Ort für Bergleute war.